# La Rivière-Enverse
La Rivière-Enverse es una comuna y localidad francesa situada en la región Ródano-Alpes, en el departamento de Alta Saboya, en el distrito de Bonneville.

## Geografía
La Rivière-Enverse está situada en el valle del Alto Giffre, entre Châtillon-sur-Cluses y Morillon. 

## Demografía
| 263 | 278 | 256 | 254 | 281 | 393 |
| Para los censos de 1962 a 1999 la población legal corresponde a la población sin duplicidades (Fuente: INSEE [Consultar]) |     |     |     |     |     |